# Csillagtűz
Csillagfény, valódi nevén Koriand’r egy kitalált szereplő, szuperhős a DC Comics képregényeiben, akit Marv Wolfman író és George Pérez rajzoló alkotott meg. Első megjelenése a DC Comics Presents 26. számában volt 1980 októberében. Csillagfény az egyik alapító tagja volt az 1980-ban Wolfman és Pérez által újraalkotott Tini titánok nevű szuperhőscsapatnak.